# Silvio Cator
Sylvio ou Silvio P. Cator (Cavaellon, 9 de outubro de 1900 — Port-au-Prince, 21 de julho de 1952), foi um  atleta haitiano, especialista em salto em comprimento e que foi medalha de prata nos Jogos Olímpicos de 1928.